# Jack Kirrane
John Joseph Kirrane junior (* 20. August 1928 in Brookline, Massachusetts; † 25. September 2016 ebenda) war ein US-amerikanischer Eishockeyspieler. Bei den Olympischen Winterspielen 1960 gewann er als Mitglied der US-amerikanischen Nationalmannschaft die Goldmedaille.   

## Karriere
Jack Kirrane begann seine Karriere als Eishockeyspieler bei den Boston Olympics, für die er von 1947 bis 1950 in der Eastern Amateur Hockey League aktiv war. In der Saison 1954/55 spielte er auf Vereinsebene zudem für die Worcester Warriors. Vor den Winterspielen 1948 und 1960 nahm er mit dem Team USA jeweils an der Olympiavorbereitung teil. Nach seiner Karriere war Kirrane lange Zeit für das Brookline Fire Department tätig. Im Jahr 1987 wurde er mit der Aufnahme in die United States Hockey Hall of Fame geehrt. 

### International
Für die USA nahm Kirrane an den Olympischen Winterspielen 1948 in St. Moritz und 1960 in Squaw Valley teil. Bei den Winterspielen 1948 wurde seine Mannschaft nachträglich disqualifiziert, bei den Winterspielen 1960 gewann er als Mannschaftskapitän mit den USA die Goldmedaille. Zudem stand er im Aufgebot seines Landes bei den Weltmeisterschaften 1957 und 1963.

## Erfolge und Auszeichnungen
- 1960 Goldmedaille bei den Olympischen Winterspielen
- 1987 Aufnahme in die United States Hockey Hall of Fame